# Маніхейство

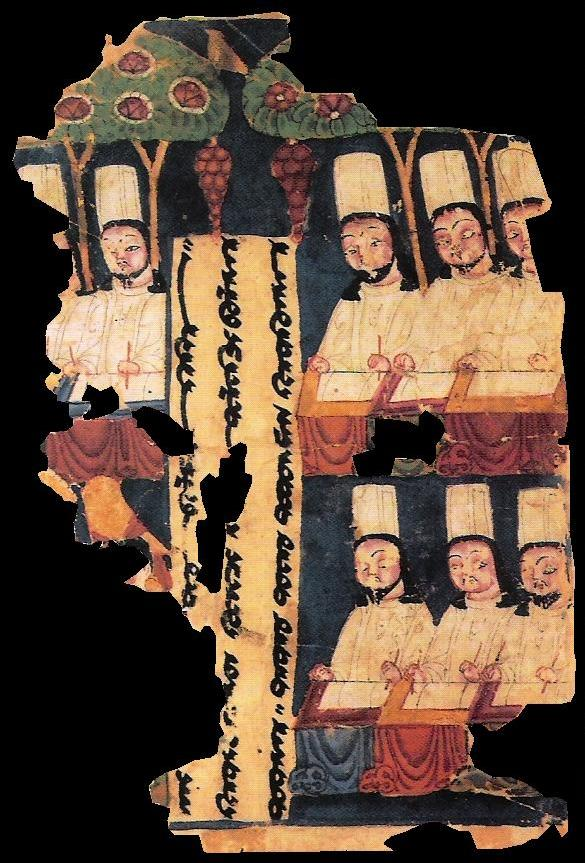
Маніхейські жерці-писарі з написом согдійською мовою. Сувій з Тарим-Басину

Маніхе́йство ( آیین مانی Āyin e Māni; кит.: 摩尼教; піньїнь:Móní Jiào) — іранська дуалістична релігія, названа на честь засновника Мані ІІІ ст. Складена з вавилонсько-халдейських, юдейських, християнських, іранських (зороастризм) гностичних уявлень. Поруч із зороастризмом і мітраїзмом було однією з найвпливовіших іранських релігій.
Шість сакральних книг маніхейства було написано сирійською арамейською мовою, але незабаром, задля поширення релігії, було перекладено іншими мовами (пехлеві, согдійською, уйгурською, китайською, латиною, грецькою, коптською).
Вчення Мані — це дуалістичне вчення про боротьбу добра і зла. Беручи своє коріння із гностицизму, воно вимагало від певного кола адептів найсуворішої врівноваженості, особливо щодо харчування, статевого життя, фізичної праці. Більшість маніхейських мирян дотримувалися лише деяких із необхідних правил, що не позбавляло їх можливості спасіння.
Оскільки Мані вважав себе останнім і головним із пророків Бога добра (перед ним пророками були Авраам, Мойсей, Заратуштра, Ісус, Будда), він прагнув поєднати всі основні віровчення і замінити їх, тому він зазнав переслідувань з боку представників усіх цих релігій, зокрема з боку зороастрійських священиків, від рук яких і помер. Попри це, маніхейство набуло певного впливу поза межами держави Сассанідів, а пізніше Аббасидів: на схід — до Китаю і Сибіру, на захід — до Іспанії і Галлії; Августин, який згодом різко виступав проти маніхейства, протягом 7 років був адептом цього культу.

## Ідеї
- Світ дуалістичний: від початку існує добро і зло, світло і темрява, які борються.
- Добро уособлює Бог (не всемогутній), зло — диявол.
- Бог керує меншими богами, диявол — меншими дияволами.
- Людина та її душа — поле боротьби добра і зла, Бога з дияволом.
- Дух, душа — добро; тіло, плоть — зло.
- Для зменшення зла треба нищити тіло; зупиняти розмноження, не їсти плоть, умерщвляти її, відмовлятися від насолод.
- Бог послав до людей пророків, головний з яких Мані. Будда й Ісус — теж пророки.
- Справжній Ісус — дух, що не мав тіла; на хресті загинув тілесний чоловік Ісус з Назарету.
- Світ загине у боротьбі добра зі злом, але світло здолає темряву.

## Історія
Перська держава того часу перебувала під відчутним впливом зороастризму. Але Мані, як відомо, виріс у християнсько-юдейському оточенні. Батьки Мані (Патик і Маріам) походили з парфянських княжих родів. Молодість Мані провів у монастирі гностиків, можливо, мандеїв або елкасаїтів, але у віці 24 роки, на його думку, отримав одкровення згори й вирішив заснувати нову релігію. Як проповідник Мані дуже багато подорожував по Індії, Ірану, Середній і Передній Азії, брав участь у дискусіях з релігійними діячами різних релігій — індуїзму, буддизму, юдаїзму, гностичних і не гностичних гілок християнства, зороастризму, що призвело до використання у маніхейських текстах символіки всіх цих вчень, оскільки Мані був впевнений у єдності світових релігій за їх сутністю.
Мані вважав себе наступником засновників релігій: Заратустри, Сіддхарти Гаутами (Будди) і Ісуса Христа. Тому його релігія мала синкретичний характер і містила елементи вищезгаданих вчень. Філософський рух гностицизму також мав значний вплив на вчення Мані.
Під час правління Шапура I (242−273) Мані зміг широко розповсюдити своє вчення в Ірані. Наступник Шапура Бахрам І за вимогою магів — представників старої релігії, наказав заарештувати й стратити Мані.
До своєї страти він проповідував лише у перській державі, та його послідовники поширили вчення на захід в Римську Імперію і на Схід в Китай. Комбінація різних елементів призвела до того, що у Середземномор'ї маніхейство називали «церквою Святого Духа», а в Мані багато хто вбачав обіцяного Христом параклета. В інших частинах світу Мані вважали реінкарнацією Лао-Цзи або новим Буддою.
Згодом маніхейство припинило своє існування в Ірані, але розповсюдилося у Китаї за часів правління династії Тан. Уйгурський керманич Бугуг-хан (759—780) затвердив маніхейство офіційною релігією, і вона залишалася нею до монгольського завоювання. Маніхейство було також державною релігією великої сибірської держави Єнісейський каганат. На Заході маніхейство, починаючи з IV століття, зазнало переслідувань, але й тут маніхейські громади були порівняно численними. Зокрема, один із "отців церкви", Августин Аврелій до 387 був послідовником маніхейства, яке пізніше критикував у своїй «Сповіді».

## Сучасний стан
Маніхейство мало значний успіх у різних куточках світу протягом багатьох років успішно змагалося з іншими тогочасними релігіями, що мали статус державних. Причина цієї популярності у надзвичайній простоті та наочності маніхейського міфу, а також у здатності пристосовуватися до різних культурних оточень, у які потрапляли маніхейці. Маніхейство мало чітку і структуровану церковну систему, завдяки якій була розгорнута широка місіонерська і перекладацька діяльність. Етичне вчення маніхеїв, яке надавало вірянинам самим вибрати, яким шляхом вони підуть: або найсуворішим шляхом «досконалого», або дотриманням простих правил, яких звичайному вірянину достатньо для спасіння.
Попри все це майже скрізь маніхейство стало «світовою єрессю», існування якої інколи допускалось владою. Все ж, стати тією релігією, якій судилося бути єдиною вірою, що об'єднала б усі релігійні погляди людей, маніхейству не вдалось. 
Єдиний у світі маніхейський храм зберігся в Китаї, в Цюаньчжоу (泉州, Quanzhou), провінція Фуцзянь.

## Неоманіхейство
За часів середньовіччя з'явилося декілька рухів які були визнанні як неоманіхейство і переслідувались католицькою церквою як християнська єресь. Це катари та альбігойці Західної Європи, павлікіани Вірменії, і богомили на Балканах Прикладом використання фундацій маніхейства може бути надрукований латиною катарський текст Liber de duobus principiis (Книга двох принципів).
Сучасна релігійна група Сини Омен Ізраїль стверджує, що вони є сьогоденними продовжувачами стародавніх есеїв і маніхейців гностичного християнства.

## Доктрина
Співвідношення сил Світла і Темряви у світі змінювалося протягом різних епох. Спочатку існувала абсолютна і ідеальна рівновага між силами Світла і Темряви. Світло розташовувалося вгорі, а Темрява — на долині, вони були прообразами легкого, світлого, чистого неба та важкої, темної, забрудненої землі. Потім настала інша епоха — проміжна, або справжня, коли початкову рівновагу було порушено. Світло й Темрява перемішалися, одне дифузувалось в інше, та між ними почалася боротьба. Успіх у боротьбі на боці то одного, то іншого, і жодна сила неспроможна подолати іншу. Коли настане у майбутньому третя, завершальна епоха, сили Світла остаточно візьмуть гору над силами Темряви.
У маніхейському вченні про три часи, або про три епохи, проглядаються явні паралелі з буддійськими уявленнями про три кальпи (часові відрізки в індійській і буддійській космогонії), три сонця, три часи: ери Синього сонця, коли землею керував Будда минулого Каш'япа, ери Червоного сонця (справжнього), коли у світі поширюється благодать Будди Шак'ямуні, і ери Білого сонця, коли на грішну землю прийде Будда майбутнього Майтрея. Тоді сили зла, або Темряви, будуть остаточно переможені, тих, хто визнав вчення про три епохи, буде врятовано, а решта будуть зметені «небесним ураганом» і загинуть в жахливих муках.
Така сама ідея про три етапи відносин між Світлом і Темрявою міститься й у тибетському буддизмі, що, зокрема, втілилося в легенді про країну Шамбала, де великі посвяченні ведуть боротьбу з силами темряви й утримують світ від остаточної руйнації, очікуючи епоху, коли прихід Будди майбутнього змінить рівновагу сил на користь світла.
Абсолютно все вчення Мані дуалістичне, це твердження базується не тільки на протиставленні сил Світла і Темряви. Маніхейці говорили, наприклад, про існування Дерева життя і Дерева смерті. Мані пояснював, що Дерево життя є одночасно Деревом добра і співвідноситься з такими сторонами світу, як північ, схід і захід. Древо смерті відповідає півдню. Цікаво відзначити, що південь у багатьох ранніх релігійних уявленнях відповідав злому початку, юдолі злих і голодних духів, й утримати їх на місці можна було, лише звернувшись обличчям на південь.
Керманича Царства Світла Мані називав Батьком Світу або Батьком Величі, він також є Бог Батько або Великий Батько Світла. Він є втілене добро і благодать і виявляється в чотирьох божественних формах: як Божественність, Світло, Сила і Мудрість. Звідси назва - "чотириликий Батько Величі". Батько Світу також наділений п'ятьма «славними якостями», «славами» або «чеснотами»: розумом, знанням, мудрістю, думкою і обачністю, що й дозволяють йому мудро правити цим світом. Природно, жоден з цих проявів незрівнянний зі звичайними людськими поняттями, приміром, про могутність або світло; всі ці риси явно перевершують будь-яку думку про них.
Божественні риси конкретизуються в 12 проявах, чеснотах або благодатних якостях. Це — верховна влада, мудрість, перемога, примирення, чистота, істина, віра, довготерпіння, прямота, благодіяння, справедливість, світло. Як наслідок число 12 в маніхействі перетворюється на священне число.
Царству Світла на чолі з Батьком Величі протистоїть Царство Темряви, яким керує злий, підступний і хитрий Цар Темряви. Він керує чимало, йому допомагають міріади злих духів та демонів. Він вдається до чаклунства і обману, затягуючи у свої тенети все нових і нових послідовників.
Водночас Цар Темряви постає як керманич «темної», тобто забрудненої, землі і п'яти світів — вогню, диму, вітру, води, темряви. Вони протистоять п'яти світлим елементам, якими володіє Батько Світу (світло, вітер, вогонь, вода, ефір). Усі темні елементи є фізичними, як наслідок важкими, які прагнуть додолу, а світлі елементи — духовними, легкими і прямують угору.
Колись два царства перебували у повній рівновазі, оскільки обидва є обов'язковими, необхідними й цілком рівноправними елементами світобудови. Але якось рівновагу було порушено — Темрява вторгалася у Царство Світла. Різні версії мають розбіжність у тому, що поклало початок цьому дисбалансу: або демони перейшли заборонену межу, або сам володар Царства Темряви зробив це. Так або інакше, відтоді почалося довге протистояння двох царств, яке, природно, віддзеркалилось й у душах людей.
Маніхейська космогонія так трактує наступні події. Провідний її елемент — це поняття «виклику» або «призову», точніше — низки викликів, що надсилають один одному різні світлі божества. Виклик і відгук на нього, який у свою чергу, також може бути викликом, є ключовими поняттями в маніхействі, доцільність яких стане зрозумілою з подальшого викладу.
Керманич Царства Світла шляхом складних актуалізацій послав свого єдинородного сина, Першолюдину (або Сина Світла), в Царство Темряви для рішучої боротьби зі світом зла. За іншими версіями, внаслідок «першого виклику» з'явилося два духовних початка, фактично втілення самого Батька Величі — Мати Життя і Першолюдина. Першолюдина була озброєнна п'ятьма священними силами, або чудесними елементами, — світлом, вітром, вогнем, водою і повітрям (ефіром). В багатьох легендах Першолюдина викликає собі на допомогу п'ять світлоносних божеств, або синів, кожен з яких відповідає за один із світлих елементів. Але Першолюдина не врахувала підступності й підлості, на які здатен князь Темряви, — вона була приколисана, а п'ять священних елементів поглинуті темрявою.
Коли Син прокинувся, він зрозумів, в якому жалюгідному стані перебуває, і заволав про допомогу. Батько, почувши зойк Першолюдини, направив до неї особливих посильних — Духа Живого, Друга Світла і Великого Будівничого. Дух Живий (Міхр'язд) — центральна постать у цій тріаді. За іншою версією, на цьому етапі йшла ціла низка «закликів»: Друг Світу викликав Великого Будівничого, Великий Будівничий заволав до Духу Живого, а той у своє чергу закликав собі на допомогу п'ять синів.
Посланцю слід було поквапитися, інакше перебування Першолюдини (за деякими трактуванням — разом із Матір'ю Життя) в Царстві Темряви могло би закінчитися її загибеллю. Тож Дух Живий щосили кинувся до чертогів зла. Досягнувши кордону, який пролягав між Царством Світла і Царством Темряви, він гучно відповів на заклик Першолюдини, проголосивши цим про наближення допомоги. Але остаточна перемога над злом не досягнута: п'ять священних елементів залишилися у полоні Царства Темряви і повинні бути звільнені.
Навколо «замкнених частинок світла» будувалася вся космогонія маніхеїв. Наприклад, з пояснень Мані, Дух Живий усвідомив, замкнені елементи так просто не визволити з Царства Темряви, і розробив цілу стратегію звільнення. Насамперед, він створив весь космос для того щоб очистити або «витягнути назад» світло, поглинене Царством Темряви. З частинок світла, яких не торкнулася Темрява, Дух Живий створив сонце і місяць. Зі світла, вже порушеного темрявою, було створено зірки, вітер, вогонь і вода, що перебували у постійному русі. Матеріальний світ був створений із залишків переможених демонів: зокрема, з їхніх кісток зведено гори, зі шкур створено десять небес, з м'яса і нечистот — вісім земель (іноді йдеться про чотири землі).
За деякими версіями, творцем світу був не Дух Живий, а сам Батько Світу. Три вищих божества — Першолюдина, Дух Живий і Мати Життя — благають Батька Світу зробити останній, «третій виклик», внаслідок з'являється Третій посланник, який у свою чергу, викликає 12 дів. Вони змушують чоловічих демонів Темряви викинути сім'я, від якого походять рослини, а жіночі демони надали початок тваринному світу. Сили Темряви йдуть на чергову хитрість. Дружина Царя Темряви створює дві статі, втілених в Адамі та Єві, щоб закріпити тілесний, фізичний початок у світі, прив'язати чистий дух до важкого тіла. І хоча у чоловікові переважають світлі елементи, а в жінці — темні, обидва (і кожна людина) є наслідком змішання частинок світла й темряви.
Щоб пробудити Адама від сну, Третій посланець закликає Ісуса Сяйво, нову еманацію. Ісус Сяйво розкриває очі Адама примушуючи поживитись від дерева життя. Тим самим Ісус Сяйво проклав стежку, через яку, й інші душі повинні бути відокремлені від Темряви. Для допомоги душам Ісус Сяйво перероджується в Розум Світу, який буде проявлятися серед всіх наступних пророків. У маніхейському вченні важливе значення мають місяць і сонце. З найкраще збережених світлових осколків створюються сонце і місяць. На обох цих світилах перебувають трони Батька Величі.
Місяць по стовпу слави, або надлюдини, приймає світ і душі з землі і передає їх на сонце, з сонця вони потраплять на Новий Еон Світло, де буде їм одвічний спокій. Цей новий Еон замінить старий світ, який має загинути. Новий Еон побудував Великий будівельник, Перший Архітектор.
Щойно світло очиститься від Темряви й потрапить у Новий Еон, світ буде знищено великим вогнем, який палатиме 1468 років. І все-таки хто не очиститься, перебуватимуть у могилі, з якої вибратися не зможуть. Ця могила перебуватиме у центрі Еону Світла. Але до пожежі розпочнеться Велика Війна, після завершення якої з'явиться Ісус для Останнього Суду. Уявлення про Останній Суд Мані, швидше за все взяв з синоптичних Євангелій (Мф 25.31 сл. пар.)
Після наступу повного порядку розпочнеться третій час, але «…день, місяць, рік зупиняться» Усі частини світу повернуться до Батькової Величі, вся Темрява повернеться у царство Темряви.